# 北奧塞梯蘇維埃社會主義自治共和國
北奧塞梯蘇維埃社會主義自治共和國是蘇聯自治共和國之一，1981年1月時有人口287,000人，首府是弗拉季高加索。現在是俄羅斯自治共和国的北奥塞梯-阿兰共和国。
1. ↑  . www.worldstatesmen.org.   [2022-03-01]. （原始内容存档于2022-02-15）.